# Élections sénatoriales de 2017 en Meurthe-et-Moselle
Les élections sénatoriales en Meurthe-et-Moselle ont lieu le dimanche 24 septembre 2017. Elles ont pour but d'élire les sénateurs représentant le département au Sénat pour un mandat de six années.

## Contexte départemental
Lors des élections sénatoriales de 2011 en Meurthe-et-Moselle, quatre sénateurs ont été élus selon un mode de scrutin proportionnel : une PCF, un PS et deux UMP.
Depuis, tous les effectifs du collège électoral des grands électeurs ont été renouvelés, avec les élections législatives françaises de 2017, les élections régionales françaises de 2015, les élections départementales françaises de 2015 et les élections municipales françaises de 2014.

## Sénateurs sortants
| Sénateur | Sénateur             | Parti | Fonctions lors de l'élection en 2011                                                            |
| -------- | -------------------- | ----- | ----------------------------------------------------------------------------------------------- |
|          | Daniel Reiner        | PS    | Sénateur sortant                                                                                |
|          | Évelyne Didier       | PCF   | Sénatrice sortante, conseillère générale de Conflans-en-Jarnisy et maire de Conflans-en-Jarnisy |
|          | Philippe Nachbar     | LR    | Sénateur sortant                                                                                |
|          | Jean-François Husson | LR    | Conseiller général de Nancy-Ouest et conseiller municipal de Nancy                              |

## Présentation des listes et des candidats
Les nouveaux représentants sont élus pour une législature de 6 ans au suffrage universel indirect par les 1 991 grands électeurs du département. En Meurthe-et-Moselle, les sénateurs sont élus au scrutin proportionnel plurinominal. Leur nombre reste inchangé, quatre sénateurs sont à élire et six candidats doivent être présentés sur la liste pour qu'elle soit validée. Chaque liste de candidats est obligatoirement paritaire et alterne entre les hommes et les femmes. Plusieurs listes seront déposées dans le département. Elles sont présentées ici dans l'ordre de leur dépôt à la préfecture et comportent l'intitulé figurant aux dossiers de candidature.
Les listes présentées ne sont pas les listes officielles et sont susceptibles d'être modifiées jusqu'au dépôt définitif et officiel des listes.

### «Agir et réussir ensemble» (LR - UDI)
| N° | Candidats | Candidats            | Parti | Principale fonction                                                      |
| -- | --------- | -------------------- | ----- | ------------------------------------------------------------------------ |
| 01 |           | Jean-François Husson | LR    | Sénateur sortant                                                         |
| 02 |           | Véronique Guillotin  | UDI   | Conseillère municipale de Villerupt, vice-présidente du conseil régional |
| 03 |           | Philippe Nachbar     | LR    | Sénateur sortant                                                         |
| 04 |           | Véronique Del Fabro  | DVD   | Maire de Hudiviller                                                      |
| 05 |           | Jean-Pierre Callais  | DVD   | Maire de Mont-le-Vignoble                                                |
| 06 |           | Chantal Chery        | DVD   | Maire de Chenicourt                                                      |

### Avec vous pour nos communes (Parti socialiste)
| N° | Candidats | Candidats         | Parti | Principale fonction                                                              |
| -- | --------- | ----------------- | ----- | -------------------------------------------------------------------------------- |
| 01 |           | Olivier Jacquin   | PS    | Adjoint au maire de Limey-Remenauville                                           |
| 02 |           | Marie-José Amah   | PS    | Adjointe au maire de Malzéville                                                  |
| 03 |           | Daniel Matergia   | PS    | Maire de Sancy, vice-président de l'association des maires de Meurthe-et-Moselle |
| 04 |           | Audrey Normand    | PS    | Adjointe au maire de Pulligny                                                    |
| 05 |           | Christian Forget  | PS    |                                                                                  |
| 06 |           | Catherine Guenser | PS    |                                                                                  |

### La République en marche!
| N° | Candidats | Candidats         | Parti | Principale fonction         |
| -- | --------- | ----------------- | ----- | --------------------------- |
| 01 |           | Stéphane Getto    | LREM  | Cadre dans la communication |
| 02 |           | Céline Geoffroy   | LREM  |                             |
| 03 |           | Jean-Paul Monin   | LREM  |                             |
| 04 |           | Brigitte Bellussi | LREM  |                             |
| 05 |           | Pierre Bonnin     | LREM  |                             |
| 06 |           | Anne Wucher       | LREM  |                             |

### Parti communiste français - Front de gauche - Renaissance à gauche
| N° | Candidats | Candidats           | Parti | Principale fonction                                   |
| -- | --------- | ------------------- | ----- | ----------------------------------------------------- |
| 01 |           | Jacky Zanardo       | PCF   | Maire de Jarny                                        |
| 02 |           | Stéphanie Gruet     | RàG   | Conseillère municipale et métropolitaine à Malzéville |
| 03 |           | Serge de Carli      | PCF   | Maire de Mont-Saint-Martin, conseiller départemental  |
| 04 |           | Marianne Wawrzyniak | PCF   | Adjointe au maire de Tucquegnieux                     |
| 05 |           | Christophe Sonrel   | PCF   | Maire de Damelevières                                 |
| 06 |           | Catherine Bretenoux | PCF   | Adjointe au maire de Toul                             |

### Liste bleu marine pour la défense de nos communes et de nos départements (Front national)
| N° | Candidats | Candidats                   | Parti | Principale fonction                         |
| -- | --------- | --------------------------- | ----- | ------------------------------------------- |
| 01 |           | Grégoire Eury               | FN    | Conseiller régional                         |
| 02 |           | Dominique Bilde             | FN    | Conseillère régionale et députée européenne |
| 03 |           | Billy Wikens                | FN    |                                             |
| 04 |           | Céline Dolcemascolo         | FN    |                                             |
| 05 |           | Laurent Seidl               | FN    |                                             |
| 06 |           | Barbara Hoffmann-Tonnerieux | FN    |                                             |

### Liste constructive et républicaine (divers)
| N° | Candidats | Candidats                 | Parti | Principale fonction |
| -- | --------- | ------------------------- | ----- | ------------------- |
| 01 |           | Blandine Massenet-Ozdemir | DIV   |                     |
| 02 |           | Rachid Sekkour            | DIV   |                     |
| 03 |           | Fatma Ouali               | DIV   |                     |
| 04 |           | Jean-Paul Largentier      | DIV   |                     |
| 05 |           | Sandrine Grimmer          | DIV   |                     |
| 06 |           | Claude Guillerme          | DIV   |                     |

## Résultats
| Tête de liste                                                            | Tête de liste             | Liste                           | Voix  | %     | Élus |
| ------------------------------------------------------------------------ | ------------------------- | ------------------------------- | ----- | ----- | ---- |
|                                                                          | Jean-François Husson      | Les Républicains (UDI)          | 934   | 48,07 | 3    |
| Meurthe-et-Moselle Avenir                                                |                           |                                 | 934   | 48,07 | 3    |
|                                                                          | Olivier Jacquin           | Parti socialiste                | 452   | 23,26 | 1    |
| Avec vous, pour nos communes                                             |                           |                                 | 452   | 23,26 | 1    |
|                                                                          | Jacky Zanardo             | Parti communiste français (RàG) | 305   | 15,70 | 0    |
| Sauvons nos communes et les services publics                             |                           |                                 | 305   | 15,70 | 0    |
|                                                                          | Stéphane Getto            | La République en marche         | 176   | 9,06  | 0    |
| La République en marche                                                  |                           |                                 | 176   | 9,06  | 0    |
|                                                                          | Grégoire Eury             | Front national                  | 43    | 2,21  | 0    |
| Liste bleu marine pour la défense de nos communes et de nos départements |                           |                                 | 43    | 2,21  | 0    |
|                                                                          | Blandine Massenet-Ozdemir | Divers                          | 33    | 1,70  | 0    |
| Liste constructive et républicaine                                       |                           |                                 | 33    | 1,70  | 0    |
|                                                                          |                           |                                 |       |       |      |
| Suffrages exprimés                                                       | Suffrages exprimés        | Suffrages exprimés              | 1 943 | 96,91 |      |
| Votes blancs                                                             | Votes blancs              | Votes blancs                    | 38    | 1,90  |      |
| Votes nuls                                                               | Votes nuls                | Votes nuls                      | 24    | 1,20  |      |
| Total                                                                    | Total                     | Total                           | 2 005 | 100   | 4    |
| Abstention                                                               | Abstention                | Abstention                      | 36    | 1,76  |      |
| Inscrits / participation                                                 | Inscrits / participation  | Inscrits / participation        | 2 041 | 98,24 |      |

### Sénateurs élus
| Sénateur | Sénateur             | Parti |
| -------- | -------------------- | ----- |
|          | Jean-François Husson | LR    |
|          | Véronique Guillotin  | UDI   |
|          | Philippe Nachbar     | LR    |
|          | Olivier Jacquin      | PS    |